# هالة الناصر
هالة الناصر هي إعلامية وكاتبة وفنانة تشكيلية سعودية. رائدة في مجال الصحافة النسائية السعودية مع خبرة تتجاوز العشرين عاما، وتعتبر أول امرأة سعودية تتسلم منصب رئيس تحرير.

## السيرة
بدأت نشاطها الصحفي بالعمل كمحررة متعاونة في مكتب جريدة الشرق الأوسط في الرياض عام 1991، ثم انتقلت للعمل محررة في مجلة سيدتي. وفي عام 1994 تم تعيينها مسؤولة لتحرير مجلة سيدتي ومديرة لمكتبها في الرياض. تم تعيينها في 2006 رئيسة لتحرير مجلة روتانا، وبعد سنتين من عملها في روتانا قدمت بطلب استقالة لكن تم رفضها. تم تكريمها من قبل جامعة كامبردج كواحدة من أكثر الشخصيات الاعلامية تأثيرا في العالم العربي. لها كتاب مطبوع يؤرخ لحقبة مهمة من تاريخ الإعلام السعودي باسم «شهرزاد في الصحافة السعودي» وقد أثار جدلا عند صدوره عام 2006 ، لكونه يرصد تاريخ الصحافة النسائية السعودية وما واجهها من صعوبات. أصدرت كتابها الثاني «هالات» عن دار نشر مدارك الإماراتية، في مارس 2014.

## روابط خارجية
halnasir على تويتر.